# Campionati mondiali di nuoto in vasca corta 2024 - 100 metri dorso maschili
La gara dei 100 metri dorso maschili dei campionati mondiali di nuoto in vasca corta 2024 si è svolta il 10 e l'11 dicembre 2024 presso la Duna Aréna di Budapest.

## Podio
| Pos.    | Atleta           | Nazione  |
| ------- | ---------------- | -------- |
| Oro     | Miron Lifincev   | NAB      |
| Argento | Hubert Kós       | Ungheria |
| Bronzo  | Kacper Stokowski | Polonia  |

## Record
Prima della manifestazione il record del mondo (RM) e il record dei campionati (RC) erano i seguenti.
|  | 48"33 | Coleman Stewart | 29 agosto 2021 Napoli      |
|  | 48"50 | Ryan Murphy     | 14 dicembre 2022 Melbourne |

Durante la competizione non sono stati migliorati record.

## Programma
| Data             | Ora   | Turno      |
| ---------------- | ----- | ---------- |
| 10 dicembre 2024 | 9:54  | Batterie   |
| 10 dicembre 2024 | 18:34 | Semifinali |
| 11 dicembre 2024 | 17:40 | Finale     |

## Risultati

### Batterie
| Pos. | Batteria | Corsia | Atleta                     | Nazionalità             | Tempo | Note |
| ---- | -------- | ------ | -------------------------- | ----------------------- | ----- | ---- |
| 1    | 5        | 0      | Hubert Kós                 | Ungheria                | 49"12 | Q    |
| 2    | 6        | 5      | Kacper Stokowski           | Polonia                 | 49"22 | Q    |
| 3    | 6        | 4      | Miron Lifintsev            | NAB                     | 49"44 | Q    |
| 4    | 4        | 2      | Ruard van Renen            | Sudafrica               | 49"73 | Q    |
| 5    | 3        | 5      | Blake Tierney              | Canada                  | 49"85 | Q    |
| 6    | 5        | 4      | Pavel Samusenko            | NAB                     | 50"20 | Q    |
| 7    | 4        | 4      | Mewen Tomac                | Francia                 | 50"22 | Q    |
| 8    | 6        | 3      | Lorenzo Mora               | Italia                  | 50"30 | Q    |
| 9    | 6        | 7      | Denis Popescu              | Romania                 | 50"35 | Q    |
| 10   | 5        | 2      | Ralf Tribuntsov            | Estonia                 | 50"38 | Q    |
| 11   | 6        | 6      | Christian Bacico           | Italia                  | 50"48 | Q    |
| 12   | 4        | 3      | Isaac Cooper               | Australia               | 50"60 | Q    |
| 13   | 6        | 0      | Jack Aikins                | Stati Uniti             | 50"64 | Q    |
| 14   | 5        | 5      | Yohann Ndoye-Brouard       | Francia                 | 50"80 | Q    |
| 14   | 6        | 9      | Ksawery Masiuk             | Polonia                 | 50"80 | Q    |
| 16   | 4        | 5      | Masaki Yura                | Giappone                | 50"81 | Q    |
| 17   | 4        | 8      | Oliver Morgan              | Gran Bretagna           | 50"91 |      |
| 18   | 5        | 6      | Ole Braunschweig           | Germania                | 50"94 |      |
| 19   | 6        | 2      | Miroslav Knedla            | Rep. Ceca               | 51"13 |      |
| 20   | 6        | 8      | Cooper Morley              | Nuova Zelanda           | 51"14 |      |
| 21   | 6        | 1      | Enoch Robb                 | Australia               | 51"21 |      |
| 21   | 5        | 8      | John Shortt                | Irlanda                 | 51"21 |      |
| 23   | 4        | 1      | Iván Martínez              | Spagna                  | 51"22 |      |
| 24   | 4        | 6      | Wang Gukailai              | Cina                    | 51"25 |      |
| 25   | 3        | 1      | Mantas Kaušpėdas           | Lituania                | 51"34 |      |
| 26   | 3        | 2      | Maximillian Wilson         | Isole Vergini Americane | 51"37 |      |
| 27   | 5        | 3      | Andrei Ungur               | Romania                 | 51"58 |      |
| 28   | 2        | 3      | Hayden Kwan                | Hong Kong               | 51"59 |      |
| 29   | 3        | 4      | Ádám Jászó                 | Ungheria                | 51"65 |      |
| 30   | 4        | 9      | Roman Mityukov             | Svizzera                | 51"74 |      |
| 31   | 3        | 3      | Oleksandr Zheltyakov       | Ucraina                 | 51"78 |      |
| 32   | 5        | 1      | Markus Lie                 | Norvegia                | 51"79 |      |
| 33   | 4        | 0      | Eyaggelos Makrygiannis     | Grecia                  | 52"04 |      |
| 34   | 3        | 8      | Noe Pantskhava             | Georgia                 | 52"18 |      |
| 35   | 3        | 0      | Yeziel Morales             | Porto Rico              | 52"22 |      |
| 36   | 3        | 6      | Ulises Saravia             | Argentina               | 52"26 |      |
| 37   | 5        | 7      | Xu Yifan                   | Cina                    | 52"27 |      |
| 38   | 3        | 7      | Chuang Mu-lun              | Taipei cinese           | 52"38 |      |
| 39   | 2        | 8      | Dino Hasibović Sirotanović | Bosnia ed Erzegovina    | 52"50 |      |
| 40   | 5        | 9      | Guðmundur Leo Rafnsson     | Islanda                 | 52"69 |      |
| 41   | 3        | 9      | Martin Perečinský          | Slovacchia              | 52"88 |      |
| 42   | 2        | 6      | Yegor Popov                | Kazakistan              | 53"10 |      |
| 43   | 2        | 5      | Ģirts Feldbergs            | Lettonia                | 53"16 |      |
| 44   | 4        | 7      | Rasim Oğulcan Gör          | Turchia                 | 53"19 |      |
| 45   | 1        | 6      | Akash Mani                 | India                   | 54"05 |      |
| 46   | 1        | 4      | Samiul Islam Rafi          | Bangladesh              | 54"37 |      |
| 47   | 2        | 4      | Joaquín Vargas             | Perù                    | 54"55 |      |
| 48   | 2        | 1      | Denilson Cyprianos         | Zimbabwe                | 54"78 |      |
| 49   | 2        | 9      | Mikhail Kleshko            | Uzbekistan              | 54"84 |      |
| 50   | 2        | 7      | Charles Hockin             | Paraguay                | 54"85 |      |
| 51   | 2        | 2      | Farrel Tangkas             | Indonesia               | 54"94 |      |
| 52   | 2        | 0      | Mohamad Zubaid             | Kuwait                  | 55"18 |      |
| 53   | 1        | 5      | Tendo Kaumi                | Uganda                  | 58"14 |      |
| 54   | 1        | 3      | Eid Al-Mujaini             | Emirati Arabi Uniti     | 59"85 |      |

### Semifinali
| Pos. | Batteria | Corsia | Atleta                | Nazionalità | Tempo | Note |
| ---- | -------- | ------ | --------------------- | ----------- | ----- | ---- |
| 1    | 2        | 4      | Hubert Kós            | Ungheria    | 49"03 | Q    |
| 2    | 2        | 5      | Miron Lifintsev       | NAB         | 49"07 | Q    |
| 3    | 1        | 4      | Kacper Stokowski      | Polonia     | 49"20 | Q    |
| 4    | 1        | 6      | Lorenzo Mora          | Italia      | 49"54 | Q    |
| 5    | 1        | 3      | Pavel Samusenko       | NAB         | 49"88 | Q    |
| 6    | 1        | 5      | Ruard Vanrenen        | Sudafrica   | 49"89 | Q    |
| 7    | 1        | 7      | Isaac Cooper          | Australia   | 50"01 | Q    |
| 8    | 2        | 3      | Blake Tierney         | Canada      | 50"03 | Q    |
| 9    | 2        | 6      | Mewen Tomac           | Francia     | 50"06 |      |
| 10   | 1        | 2      | Ralf Tribuntsov       | Estonia     | 50"25 |      |
| 11   | 1        | 1      | Yohann Ndoye-Brouard  | Francia     | 50"33 |      |
| 12   | 2        | 8      | Ksawery Masiuk        | Polonia     | 50"43 |      |
| 13   | 2        | 1      | Jack Aikins           | Stati Uniti | 50"46 |      |
| 14   | 2        | 2      | Denis-Laurean Popescu | Romania     | 50"61 |      |
| 14   | 2        | 7      | Christian Bacico      | Italia      | 50"61 |      |
| 16   | 1        | 8      | Masaki Yura           | Giappone    | 50"95 |      |

### Finale
| Pos.    | Corsia | Atleta           | Nazionalità | Tempo | Note |
| ------- | ------ | ---------------- | ----------- | ----- | ---- |
| Oro     | 5      | Miron Lifintsev  | NAB         | 48"76 |      |
| Argento | 4      | Hubert Kós       | Ungheria    | 48"79 |      |
| Bronzo  | 4      | Kacper Stokowski | Polonia     | 49"16 |      |
| 4       | 2      | Pavel Samusenko  | NAB         | 49"20 |      |
| 5       | 8      | Blake Tierney    | Canada      | 49"39 |      |
| 6       | 6      | Lorenzo Mora     | Italia      | 49"54 |      |
| 7       | 1      | Isaac Cooper     | Australia   | 49"60 |      |
| 8       | 7      | Ruard Vanrenen   | Sudafrica   | 49"61 |      |